# جوجي تاكوشي
جوجي تاكوشي (باليابانية: 竹内 譲次) مواليد 29 يناير 1985، هو لاعب كرة سلة ياباني. يبلغ طوله 6 قدم 9 بوصة (2.1 م). مثل منتخب اليابان لكرة السلة ولعب معه في بطولة كأس العالم لكرة السلة 2006 وبطولة أمم آسيا لكرة السلة 2007 وبطولة أمم آسيا لكرة السلة 2009.

## روابط خارجية
- جوجي تاكوشي على موقع الاتحاد الدولي لكرة السلة (الإنجليزية)
- جوجي تاكوشي على موقع دوري كرة السلة الياباني للمحترفين (اليابانية)
- جوجي تاكوشي على موقع كرة السلة الأوروبية.كوم (الإنجليزية)
- جوجي تاكوشي على موقع ريلجم (الإنجليزية)
- جوجي تاكوشي على موقع بروبوليرز (الإنجليزية)
- جوجي تاكوشي على موقع سبورتس رفرنس (الإنجليزية)